# ベネズエラ軍
ベネズエラ・ボリバル国軍（ベネズエラぐん、スペイン語: Fuerza Armada Nacional Bolivariana de Venezuela）、通称ベネズエラ軍は、ベネズエラの正規軍。
2007年時点で4軍種の総員82,300人、予備役8,000人。
最高司令官であるベネズエラ大統領の指揮の下、国防大臣を通じて文民統制を受ける。国防省傘下の陸海空の三軍の他に、軍事作戦と法執行活動を行なう国家警備隊がある。
徴兵制を採用しており、成人男子は18歳を迎えると徴兵登録する法的義務が存在するが、現在は定員と人口構成の問題から兵役に服することは任意となっている。

## 概要
1999年に成立したウゴ・チャベス政権下における反米路線により、従来の兵器供給源が急速に代わることになる。2007年に空軍の名称が変更され、2008年にはアンデス危機が発生。2009年9月、隣国コロンビアにおける駐留アメリカ軍の増強に対抗する為、ロシアから戦車とS-300の購入やヘリコプターなどの供与の契約を結び、さらに中国からも水陸両用戦車や軍用機などを購入し、ベネズエラの軍事パレードでは中露の兵器が披露された。2015年9月に中国の中国人民抗日戦争・世界反ファシズム戦争勝利70周年記念式典で天安門広場を行進した。

## 組織構成
国軍は大統領を最高司令官とし、国防省傘下の国軍最高指揮官高等会議（Alto Mando y Junta Superior de la FAN）の下で調整運用される。
国軍全体の統合運用、計画、業務執行の全体的戦略の統制を目的とする最高機関として、運用戦略司令部（Comando Estratégico Operacional）が設けられ、国土を5つの軍管区に区分して四軍の調整運用を行なっている。
- 中央軍管区 担当地域：首都地区、バルガス州、ミランダ州、アラグア州、カラボボ州、ヤラクイ州。
- 西部軍管区 担当地域：ファルコン州、ララ州、トルヒーリョ州、メリダ州、タチラ州、スリア州。
- ロス・ジャノス軍管区 担当地域：アプレ州、ポルトゥゲーサ州、バリナス州、コヘデス州、グアリコ州、アンソアテギ州。
- 東部軍管区 担当地域：デルタアマクロ州、モナガス州、スクレ州、ヌエバ・エスパルタ州。
- グアジャナ軍管区 担当地域：ボリバル州、アマソナス州。

### 陸軍
陸軍は、6個の師団を基本戦略単位部隊とし、4つの機能別集団および部隊・機関から成る。チャベス政権の反米姿勢により西側諸国から調達していた兵器類が禁輸措置により入手困難となり、近年はロシア製の戦車も導入されている。

### 海軍
海軍は、6隻のフリゲートとドイツ製の2隻の潜水艦を主力に44隻の艦艇を有し、国内を7つの海軍管区に区分しカラボボ州プエルト・カベージョに主要基地を設けている。海軍組織の指揮系統としては5つの機能別集団を設け、各艦艇や海軍航空隊、約7,000人規模の海兵隊および沿岸警備隊を収めている。近年は海兵隊で中華人民共和国製の軽戦車も導入されている。

### 空軍
空軍は、5個の機能別集団の下、12個の航空群や学校や機関その他の部隊から成る。2007年にFuerza Aérea VenezolanaからAviación Militar Nacionalに改称した。陸軍と同様に近年はロシアや中華人民共和国製の航空機の導入が進んでいる。

### 国家警備隊
ボリバル国家警備隊は国内秩序の維持のため犯罪捜査や街頭警備、戦時の際の予備戦力として機能するとされる。この他に予備・補助組織として国家ボリバル民兵が民間防衛組織として存在している。近年では抗議デモが増えているために国家警備隊では中華人民共和国製の装甲車が大量に導入されている。

## 兵役条件
ベネズエラ国籍を保持する18歳から30歳までの成人男性、成人女性は25歳まででかつ、保護する子女がいないこと、独身者であること、裁判で有罪判決を受けていないこと、犯罪歴・前科がないこと、身体障害者でない（健常者である）こと、CI証を提示できることが必要条件となっている。